# Arthoniaceae
Famille
Les Arthoniaceae sont une famille de champignons filamenteux (c'est-à-dire formés d'hyphes). 

## Description
La plupart des taxons de cette famille sont des lichens, le plus souvent associés à des algues vertes du genre Trentepohlia et se développant sur les écorces, les roches et les feuilles. D'autres sont lichénicoles.

### Morphologie
Sauf exception, les organes de reproduction des Arthoniaceae sont des apothécies.

## Genres
D'après Syllabus of Plant Families (2016), cette famille est constituée des genres suivants :
- Amazonomyces Bat. (2 espèces)
- Arthonia Ach. (env. 500 espèces)
- Arthothelium A. Massal. (10 espèces)
- Briancoppinsia Diederich, Ertz, Lawrey & al. (2 espèces)
- Coniarthonia Grube (6 espèces)
- Coniocarpon DC. (5 espèces)
- Crypthonia Frisch & G. Thor (11 espèces)
- Cryptothecia Stirt. (70 espèces)
- Eremothecella Syd. & P. Syd. (7 espèces)
- Herpothallon Tobler (40 espèces)
- Inoderma (Ach.) Gray (1 espèce)
- Myriostigma Kremp. (3 espèces)
- Pachnolepia A. Massal. (1 espèce)
- Paradoxomyces Matzer (1 espèce)
- Reichlingia Diederich & Scheid. (1 espèce)
- Sagenidiopsis R. W. Rogers & Hafellner (10 espèces)
- Sporostigma Grube (1 espèce)
- Stirtonia A. L. Sm. (15 espèces)
- Synarthonia Müll. Arg. (3 espèces)
- Synarthothelium Sparrius (2 espèces)
- Tylophoron Nyl. ex Stizenb. (7 espèces)
- Tylophorella Vain. (1 espèce)
- Wegea Aptroot & Tibell (1 espèce)